# Прошково (Понизовское сельское поселение)
Прошково — исчезнувшая деревня Торопецкого района Тверской области. Была расположена на территории Понизовского сельского поселения.

## География
Деревня была расположена в 16 километрах к востоку от города Торопец. Ближайшими населёнными пунктами являлись деревни Клочково и Заборье.

## История
На топографической карте Фёдора Шуберта, изданной в 1871 году, обозначена деревня Прошкова. Имела 2 двора.
В списке населённых мест Псковской губернии за 1885 год значится деревня Прошково. Располагалась при пруде в 14 верстах от уездного города. Входила в состав Туровской волости Торопецкого уезда. Имела 4 двора и 28 жителей.
На карте РККА 1923—1941 годов обозначена деревня Прошково. Имела 13 дворов.